# Richard Kellaw
Richard Kellaw (auch Kellawe) († 9. Oktober 1316 in Bishop Middleham) war ein englischer Ordensgeistlicher. Ab 1311 war er Bischof von Durham.

## Herkunft und Aufstieg zum Bischof
Richard Kellaw entstamme einer Familie mit Landbesitz bei Kelloe, wonach er sich benannte, und Old Park bei Spennymoor im County Durham, andere Mitglieder der Familie waren Bürger von Durham. Seine Eltern hießen vermutlich Thomas und Agnes. Richard trat in den Benediktinerorden ein und wurde Mönch im Kathedralpriorat von Durham. Vor 1300 war er zum zweiten Stellvertreter des Priors aufgestiegen. In dieser Stellung bezeugte er einen Protest der Mönche gegen eine Visitation des Kathedralpriorats durch Bischof Antony Bek. Vor 1302 wurde er Subprior und Generalvikar von Prior Richard Hoton, der sich wegen des Streits mit dem Bischof an der Kurie aufhielt. 1305 wurde Kellaw Prior von Holy Island. Nach dem Tod von Bischof Bek wählten die Mönche des Kathedralpriorats am 31. März 1311 Kellaw zum neuen Bischof. Dabei ignorierten sie den Versuch von König Eduard II., der einen Verwandten seines italienischen Bankiers Antonio Pessagno als Bischof wünschte. Dennoch stimmte der König bereits am 11. April der Wahl zu und übergab Kellaw am 20. Mai 1311 die Temporalien der Diözese Durham. Am 30. Mai wurde Kellaw in York von Erzbischof William Greenfield zum Bischof geweiht und am 4. September in Durham inthronisiert. Die rasche Akzeptanz eines Mönchs als Bischof durch den König zeigt, dass der König wegen des Konflikts mit den Lords Ordainer nicht mehr die uneingeschränkte Kontrolle der Bischofswahlen hatte.

## Tätigkeit als Bischof

### Tätigkeit im Krieg gegen Schottland
Kellaw stand als Bischof von Durham vor dem Problem, dass im Krieg gegen Schottland die Schotten bei ihren Raubzügen zunehmend weiter nach Nordengland vorstießen. Schon seine Abwesenheit am Konzil von Vienne 1311 wurde mit der Begründung entschuldigt, dass er für die Verteidigung der Grenze zu Schottland verantwortlich war. Auch bei den englischen Parlamenten ließ er sich regelmäßig vertreten, da aufgrund der schottischen Angriffe seine Anwesenheit in Nordengland erforderlich sei. Dabei versuchte er, das County Durham vor Plünderungen zu schützen, in dem er den Schotten hohe Lösegelder zahlte und sich so kurzzeitige Waffenstillstände erkaufte. Richard Marmaduke, sein Verwalter und dazu einer seiner wichtigsten Ratgeber, war auch ein Vasall von Thomas of Lancaster und diente regelmäßig als Unterhändler mit den Schotten über die Höhe der Lösegelder. Als der königliche Favorit Piers Gaveston 1312 von Lancaster und anderen rebellierenden Magnaten in Scarborough Castle in Yorkshire belagert wurde, soll Kellaw ihm Zuflucht verweigert haben. Gaveston wurde gefangen genommen und wenig später nach kurzer Verhandlung hingerichtet. Der erzürnte König soll daraufhin versucht haben, dass Kellaw als Bischof von Durham eine andere Diözese übertragen wurde. Als der König 1314 einen Feldzug nach Schottland führte, musste Kellaw dem König 1000 Mark zahlen und 1500 Mann für das Heer aufbieten. Der Feldzug endete jedoch mit der Niederlage in der Schlacht von Bannockburn. Daraufhin setzten die Schotten ihre Angriffe auf Nordengland fort. Bis zu seinem Tod musste Kellaw Lösegelder an die Schotten zahlen, damit diese seine Diözese nicht plünderten.

### Geistliche Tätigkeit
Kellaw erfüllte seine geistlichen Aufgaben als Bischof pflichtbewusst. 1312 erließ er Regeln für die Abhaltung von Diözesansynoden und 1311 versuchte er, eine Visitation durch Northumberland durchzuführen. Diese musste er aber aufgrund der schottischen Überfälle abbrechen. Als ehemaliger Mönch des Kathedralpriorats hatte er zu diesem ein gutes Verhältnis, im November 1314 konnte er eine Visitation des Kathedralpriorats durchführen. Sein Urkundenregister ist das älteste der Diözese, das erhalten geblieben ist. Es weist Priesterweihen, Ablässe, Erlaubnisse für Studien, Darlehen und Geschenke nach. Er starb in einem bischöflichen Gut im County Durham. Nach seinem Tod wurde er, bekleidet mit einem Mönchsgewand und mit der Nachbildung eines Bischofstabs neben ihm, im Kapitelhaus des Kathedralpriorats beigesetzt. Sein steinernes Grabdenkmal wurde später zerstört.

## Nachwirkung
Robert Graystane († 1336), ein zeitgenössischer Chronist aus Durham, beschreibt Kellaw als gebildet und als fähigen Verwalter seiner Diözese. Dabei soll er sich seiner Herkunft als Mönch immer bewusst gewesen sein. In seinem Haushalt hätten Mönche die Ämter des Kanzlers, Verwalters und Kaplans bekleidet. Dies steht jedoch in Widerspruch zu der Tatsache, dass William Denum und Robert Brompton, die Kellaw als Kanzler gedient hatten, beide 1310 nicht Mönche des Kathedralpriorats waren. Sein Verwalter Richard Marmaduke war nachweislich kein Geistlicher gewesen. Dagegen scheint die Angabe von Graystane, dass Kellaw auf die Unterstützung seiner Verwandten setzte, zu stimmen. Sein Bruder Patrick Kellaw diente als Kommandant von Norham. Ein Peter Kellaw erhielt 1311 das einträgliche Amt des Rektors von Sedgefield und ein William Kellaw diente als Constable von Durham Castle und als Verwalter des Schatzamts. Das Urkundenregister von Kellaw wurde im 17. Jahrhundert von Durham in die Bodleian Library nach Oxford gebracht, ehe es in das Public Record Office nach London kam. Zwischen 1873 und 1878 wurde es in vier Bänden veröffentlicht.